# Генри де Баллиол
Генри де Баллиол из Каверса (англ. Henry de Balliol; умер в 1246) — англо-шотландский аристократ, камергер Шотландии в 1223—1230 и 1241—1246 годах, младший из сыновей Эсташа де Баллиола, феодального барона Биуэлл (Барнард-Касла). Происходил из английского рода Баллиолов. Наследником отцовских владений был его старший брат Хью I де Баллиол, поэтому Генри постарался получить себе земли посредством брака, женившись на одной из наследниц англо-шотландского барона Уильяма де Валоня. Благодаря этому он стал феодальным бароном Каверса (Роксбургшир) и Бенингтона (Хартфордшир). Вместе с другим брата Ингельрамом Томас стал первым представителем рода, получившим владения в Шотландии, из-за чего оказался на службе при дворе шотландского короля Александра II.

## Происхождение
Род Баллиолов происходил из Пикардии; их родовое прозвание восходит, вероятно, к названию поселения Байёль-ан-Вимё, находящегося неподалёку от Абвиля в графстве Понтье в современном французском департаменте Сомма. В Англии Баллиолы появились в 1090-е годы, получив владения в Северной Англии, в основном в Нортумберленде и Дареме. Также они сохраняли владения в Пикардии.
Около 1090 года после смерти Бернарда II де Баллиола угасла старшая ветвь рода, после чего его владения унаследовал его двоюродный брат Эсташ, сеньор де Эликур, принявший родовое прозвание Баллиолов. Эсташ был женат дважды: на Ада де Фонтене и Петронелле, вдове Роберта Фиц-Пирса из Черчилла. Он оставил 4 или 5 сыновей и дочь; их матерью, скорее всего, была его первая жена. Наследником отцовских владений оказался старший из сыновей, Хью I де Баллиол. Генри же был самым младшим.

## Биография
Год рождения Генри неизвестен. Своей карьерой он обязан браку с Лорой (Лореттой) де Валонь, старшей из дочерей и одной из сонаследниц англо-шотландского барона Уильяма де Валоня. В результате Генри унаследовал долю обширных поместий Валоней в Англии и Шотландии. Доставшиеся ему земли были сосредоточены в барониях Бенингтон  (Хартфордшир) и Каверс (Роксбургшир). Позже владения Генри ещё расширились за счёт наследства Кристианы Фицуолтер, графини Эссекс, кузины Лоры.
Генри, как и другой его брат Ингельрам де Баллиол из Инверкейлора и Урра, стали первыми представителями рода Баллиолов, получившими владения в Шотландии. Благодаря этим землям Генри оказался на службе при дворе шотландского короля Александра II. Там он в 1223—1231 и 1241—1246 годах занимал должность камергера Шотландии. Не исключено, что эта должность могла быть привязана (хотя и не строго по наследству) к титулу барона Каверса, поскольку её занимали двое представителей рода Валоней, Уильям и его отец Филипп; позже её также занимал один из сыновей Генри, Александр.
От имени короля Шотландии Генри иногда выступал в качестве посланника при английском дворе. В частности, в 1237 году он был одним из поручителей Александра II, поклявшимся от его имени соблюдать условия Йоркского договора, а в 1244 году являлся одним из 4 баронов, поклявшихся душой шотландского короля соблюдать обещание о невраждебности к Англии.
Генри умер в 1246 году — незадолго до 15 октября. Как и предки его жены, он удостоился чести быть погребённым в аббатстве Мелроуз; там же были погребены его дочь Ада и, вероятно, вдова, умершая не позже апреля 1272 года.
Наследовали Генри последовательно двое его сыновей, Ги и Александр.

## Брак и дети
Жена: Лора (Лоретта) де Валонь (умерла до апреля 1272), дочь Уильяма де Валоня, камергера Шотландии, и Лоретты де Квинси. Дети:
- Ги де Баллиол из Каверса (умер 4 августа 1265), феодальный барон Каверс и Бенингтон с 1246 года[10][11].
- Александр де Баллиол (умер около 1310), феодальный барон Каверс с 1265 года, камергер Шотландии[10][11].
- Уильям де Баллиол (умер после 1292), клерк, ректор в Кирпатрик Дареме[англ.][10][11].
- Ада де Баллиол[10][11].
- Лора де Баллиол (умерла в 1309); муж: до 26 января 1274 Гилберт де Гант[англ.] (около 1249 — 1298), 1-й барон Гант с 1295 года[4][10][11].